# Odyseusz (imię)
Odyseusz, Odys — imię męskie pochodzenia greckiego. Według Homera, imię to wymyślił dziadek Odyseusza, Autolykos, ze względu na to, iż on sam οδυσσαμενος (naraził się wielu osobom). Forma οδυσσαμενος oznaczałaby w tym przypadku "znienawidzony", "ten, który wywołał gniew" lub "wyrządził szkodę". 
Odyseusz imieniny obchodzi 1 stycznia.
Znane osoby noszące imię Odyseusz:
- Odyseusz - bohater mitów
- Odyseas Elitis (1911—1996) — poeta grecki, laureat Nagrody Nobla w dziedzinie literatury za rok 1979

Zobacz też:
- (1143) Odyseusz — planetoida
- Odysseus — program Unii Europejskiej z dziedziny polityki publicznej i bezpieczeństwa prawnego